# Achorodothis poasensis
Achorodothis poasensis är en svampart som beskrevs av Syd. 1926. Achorodothis poasensis ingår i släktet Achorodothis och familjen Mycosphaerellaceae.   Inga underarter finns listade i Catalogue of Life.